# 丁度
丁度（990年—1053年），字公雅。北宋開封人。
先世是恩州清河人。生於淳化元年（990年），性樸實，不重儀表。大中祥符年间，“登服勤詞學科”，授大理寺评事，歷官通判通州，监齐州税，太子中允，改直集贤院，调吏部南曹。仁宗初年，为翰林学士知制诰。庆历六年（1046年），升任枢密副使。官至參知政事。曾上《备边要览》、《庆历兵录》、《赡边录》等，于边事多所论述。庆历八年（1048年）与枢密使夏竦不合，被罢职，改任观文殿学士。仁宗景祐四年（1037年），奉詔與李淑等刊修《韻略》，書成改稱《禮部韻略》，由禮部頒行。晚年任尚书省左丞。卒赠吏部尚书，谥文简。 另著有《集韻》、《邇英聖覽》、《龜鑑精義》等。
其妻为吕蒙正第四女。